# 海伦·詹姆森
海伦·詹姆森（英語：Helen Jameson，1963年9月25日—），英国女子游泳运动员，主攻仰泳。她曾代表英国参加1980年夏季奥林匹克运动会游泳比赛，获得女子4×100米混合泳接力银牌。